# Эзели, Фестус
Ифеануи Фестус Эзели-Ндулуе (англ. Ifeanyi Festus Ezeli-Ndulue; родился 21 октября 1989 года в Бенин-Сити, Нигерия) — нигерийский баскетболист.

## Колледж
В 2007 году Фестус Эзели стал частью баскетбольной программы Университета Вандербильта (Нэшвилл, Теннеси). Первые два года Фестус был сменщиком Эндрю Огилви (Andrew Ogilvy). После того как Огилви выдвинул свою кандидатуру на драфт 2010 года, Эзели стал основным центровым команды Вандербильт.
В сезоне 2010-11 Эзели был включён во вторую сборную звезд конференции SEC, набирая 13 очков и делая 6.3 подбора за игру а также установил рекорд колледжа Вандербильт по количеству блок-шотов за сезон.
Перед началом сезона 2011-12, Эзели был включен в список «20 Перспективных студентов», наряду со своими товарищами по команде — Джоном Дженкинсом и Джеффери Тейлором.
Эзели трижды выходил с Вандербильтом в финальный турнир NCAA.

## НБА
28 июня 2012 года Эзели был выбран под 30-м номером на драфте НБА 2012 года командой «Голден Стэйт Уорриорз». В своем дебютном сезоне 2013/14 Эзели часто выходил в стартовой пятерке «Уорриорз», подменив травмированного Эндрю Богута. 19 января 2013 Фестус установил личный рекорд результативности, набрав 13 очков в матче против «Нью-Орлеан Хорнетс».
17 апреля 2013 года Эзели повредил колено в последнем матче регулярного чемпионата с «Портленд Трейлблейзерс», но отложил операцию до конца сезона. 14 июня 2013 года перенес операцию на правом колене и пропустил весь следующий 2014/15 сезон.
28 января 2015 Эзели был отправлен в фарм-клуб «Санта-Круз Уорриорз» Д-Лиги. 2 февраля был отозван в основную команду. «Голден Стэйт Уорриорз» под руководством Стива Керра одержали 67 побед в регулярном сезоне 2014/15, установив рекорд НБА по количестве побед в регулярном сезоне для главного тренера, который дебютировал в лиге. Это стало лучшим результатом как в Западной конференции, так и в лиге в целом. Эзели сыграл сыграл 46 игр (7 в старте), в среднем набирая 4,4 очка, делая 3,4 подбора, проводя 11 минут на площадке.
В первом раунде в «сухую» обыграли «Нью-Орлеан Пеликанс». Во втором раунде, проигрывая в серии 2-1, «Уорриорз» сумели одержать 3 победы подряд над «Мемфис Гриззлис». В финале конференции баскетболисты «Голден Стэйт» победили «Хьюстон Рокетс» со счётом 4-1 и вышли в финал НБА. В плей-офф Стив Керр использовал Эзели в качестве резервного центрового, он подменял в основном Эндрю Богута, сумев проявить себя в серии против «Хьюстона». В финале НБА «Голден Стэйт» победили «Кливленд Кавальерс» со счётом 4—2 и стали чемпионами НБА. По ходу серии, после того как счет стал 2-1 в пользу «Кавальерс», главный тренер «Уорриорз» Стив Керр перевёл Андре Игудалу в стартовый состав вместо Эндрю Богута и стал играть «легкой» пятеркой с первых минут, что коренным образом сказалось на результате. «Голден Стэйт» одержали 3 победы подряд и завоевали титул чемпионов в четвёртый раз в своей истории. Фестус Эзели, отыгравший в среднем всего 10 минут в финале, в решающем матче набрал 10 очков, сделал 4 подбора и 4 блок-шота.

## Статистика

### Статистика в НБА
| Сезон                                                                                    | Команда      | Регулярный сезон | Регулярный сезон | Регулярный сезон | Регулярный сезон | Регулярный сезон | Регулярный сезон | Регулярный сезон | Регулярный сезон | Регулярный сезон | Регулярный сезон | Регулярный сезон | Серия плей-офф | Серия плей-офф | Серия плей-офф | Серия плей-офф | Серия плей-офф | Серия плей-офф | Серия плей-офф | Серия плей-офф | Серия плей-офф | Серия плей-офф | Серия плей-офф |
| Сезон                                                                                    | Команда      | GP               | GS               | MPG              | FG%              | 3P%              | FT%              | RPG              | APG              | SPG              | BPG              | PPG              | GP             | GS             | MPG            | FG%            | 3P%            | FT%            | RPG            | APG            | SPG            | BPG            | PPG            |
| ---------------------------------------------------------------------------------------- | ------------ | ---------------- | ---------------- | ---------------- | ---------------- | ---------------- | ---------------- | ---------------- | ---------------- | ---------------- | ---------------- | ---------------- | -------------- | -------------- | -------------- | -------------- | -------------- | -------------- | -------------- | -------------- | -------------- | -------------- | -------------- |
| 2012/13                                                                                  | Голден Стэйт | 78               | 41               | 14,4             | 43,8             | 0,0              | 53,1             | 4,0              | 0,3              | 0,3              | 0,9              | 2,4              | 12             | 3              | 11,2           | 46,2           | 0,0            | 57,1           | 2,5            | 0,2            | 0,3            | 0,6            | 2,0            |
| 2014/15                                                                                  | Голден Стэйт | 46               | 7                | 10,9             | 54,7             | 0,0              | 62,8             | 3,4              | 0,2              | 0,2              | 0,9              | 4,4              | 20             | 0              | 9,2            | 54,0           | 0,0            | 55,2           | 3,1            | 0,3            | 0,1            | 0,5            | 3,5            |
| 2015/16                                                                                  | Голден Стэйт | 46               | 13               | 16,7             | 54,8             | 0,0              | 53,0             | 5,6              | 0,7              | 0,4              | 1,1              | 7,0              | 23             | 1              | 8,8            | 53,6           | 0,0            | 43,2           | 2,7            | 0,3            | 0,0            | 0,3            | 4,0            |
|                                                                                          | Всего        | 170              | 61               | 14,1             | 51,3             | 0,0              | 55,7             | 4,3              | 0,4              | 0,3              | 1,0              | 4,2              | 55             | 4              | 9,5            | 53,0           | 0,0            | 50,0           | 2,8            | 0,3            | 0,1            | 0,4            | 3,4            |
| Наведите курсор мыши на аббревиатуры в заголовке таблицы, чтобы прочесть их расшифровку. |              |                  |                  |                  |                  |                  |                  |                  |                  |                  |                  |                  |                |                |                |                |                |                |                |                |                |                |                |

### Статистика в Д-Лиге
| Сезон                                                                                    | Команда    | Регулярный сезон | Регулярный сезон | Регулярный сезон | Регулярный сезон | Регулярный сезон | Регулярный сезон | Регулярный сезон | Регулярный сезон | Регулярный сезон | Регулярный сезон | Регулярный сезон | Серия плей-офф | Серия плей-офф | Серия плей-офф | Серия плей-офф | Серия плей-офф | Серия плей-офф | Серия плей-офф | Серия плей-офф | Серия плей-офф | Серия плей-офф | Серия плей-офф |
| Сезон                                                                                    | Команда    | GP               | GS               | MPG              | FG%              | 3P%              | FT%              | RPG              | APG              | SPG              | BPG              | PPG              | GP             | GS             | MPG            | FG%            | 3P%            | FT%            | RPG            | APG            | SPG            | BPG            | PPG            |
| ---------------------------------------------------------------------------------------- | ---------- | ---------------- | ---------------- | ---------------- | ---------------- | ---------------- | ---------------- | ---------------- | ---------------- | ---------------- | ---------------- | ---------------- | -------------- | -------------- | -------------- | -------------- | -------------- | -------------- | -------------- | -------------- | -------------- | -------------- | -------------- |
| 2014/15                                                                                  | Санта-Круз | 2                | 0                | 21,1             | 47,4             | 0,0              | 100,0            | 5,0              | 0,0              | 1,0              | 3,0              | 10,0             | Не участвовал  | Не участвовал  | Не участвовал  | Не участвовал  | Не участвовал  | Не участвовал  | Не участвовал  | Не участвовал  | Не участвовал  | Не участвовал  | Не участвовал  |
|                                                                                          | Всего      | 2                | 0                | 21,1             | 47,4             | 0,0              | 100,0            | 5,0              | 0,0              | 1,0              | 3,0              | 10,0             | Не участвовал  | Не участвовал  | Не участвовал  | Не участвовал  | Не участвовал  | Не участвовал  | Не участвовал  | Не участвовал  | Не участвовал  | Не участвовал  | Не участвовал  |
| Наведите курсор мыши на аббревиатуры в заголовке таблицы, чтобы прочесть их расшифровку. |            |                  |                  |                  |                  |                  |                  |                  |                  |                  |                  |                  |                |                |                |                |                |                |                |                |                |                |                |

### Статистика в колледже
| Сезон                                                                                   | Команда     | GP  | GS | MPG  | FG%  | 3P% | FT%  | RPG | APG | SPG | BPG | PPG  |  |
| --------------------------------------------------------------------------------------- | ----------- | --- | -- | ---- | ---- | --- | ---- | --- | --- | --- | --- | ---- |  |
| 2008/09                                                                                 | Вандербильт | 29  | 6  | 12,4 | 54,7 | 0,0 | 50,9 | 2,6 | 0,0 | 0,1 | 0,8 | 3,8  |  |
| 2009/10                                                                                 | Вандербильт | 32  | 5  | 12,7 | 54,4 | 0,0 | 37,3 | 3,2 | 0,1 | 0,2 | 1,3 | 3,8  |  |
| 2010/11                                                                                 | Вандербильт | 34  | 34 | 23,5 | 58,8 | 0,0 | 64,8 | 6,2 | 0,2 | 0,6 | 2,6 | 13,0 |  |
| 2011/12                                                                                 | Вандербильт | 26  | 22 | 23,2 | 53,9 | 0,0 | 60,4 | 5,9 | 0,3 | 0,4 | 2,0 | 10,1 |  |
|                                                                                         | Всего       | 121 | 67 | 17,9 | 56,2 | 0,0 | 58,4 | 4,5 | 0,1 | 0,3 | 1,7 | 7,7  |  |
| Наведите курсор мыши на аббревиатуры в заголовке таблицы, чтобы прочесть их расшифровку |             |     |    |      |      |     |      |     |     |     |     |      |  |